# Bertin Ze Ndille
Bertin Samuel Ze Ndille, né le 17 décembre 1988, est un footballeur camerounais évoluant au poste de défenseur.

## Biographie
Bertin Ze Ndille est élu meilleur défenseur du championnat camerounais en 2006 avec le Canon Yaoundé et, dispute un match avec le Cameroun olympique en octobre 2006 face au Botswana. Capitaine du Canon, il est recruté par le club suédois d'Örebro SK lors d'un stage réalisé avec l'équipe nationale en Allemagne,. Titulaire en défense centrale, il est alors supervisé par de nombreux clubs dont le FC Bâle, Willem II Tilburg ou les Girondins de Bordeaux. 
En août 2009, il fait un essai à l'Athlétic Club Arles-Avignon, club de Ligue 2 mais reste finalement au club. 
Lors de sa seconde saison avec Örebro SK, il perd sa place de titulaire à la suite du recrutement de Michael Almebäck et refuse alors une prolongation de contrat, il quitte le club en fin de saison 2010.
En juin 2012, il effectue un essai au Red Star FC mais n'est finalement pas retenu. Il s'engage finalement en octobre avec le Tarbes PF et dispute six rencontres pour un but inscrit avec le club. Non conservé en fin de saison par le club tarbais, il effectue un essai avec le Paris FC qui s'avère non concluant.

## Statistiques
Le tableau suivant indique les statistiques de Bertin Ze Ndille durant sa carrière professionnelle,,,.
| Saison                | Club                  | Championnat           | Championnat | Championnat | Coupe(s) nationale(s) | Coupe(s) nationale(s) | Total | Total |
| Saison                | Club                  | Division              | M.          | B.          | M.                    | B.                    | M.    | B.    |
| 2008                  | Örebro SK FK          | Allsvenskan           | 19          | 0           | -                     | -                     | 19    | 0     |
| 2009                  | Örebro SK FK          | Allsvenskan           | 5           | 0           | 3                     | 0                     | 8     | 0     |
| 2010                  | Örebro SK FK          | Allsvenskan           | 6           | 0           | 1                     | 0                     | 7     | 0     |
| Total sur la carrière | Total sur la carrière | Total sur la carrière | 30          | 0           | 4                     | 0                     | 34    | 0     |